# Winter World Master Games
De Winter World Master Games (WWMG) is een internationale wintersportmanifestatie voor sporters van 30 jaar of ouder die elke vier jaar wordt georganiseerd door de International Master Games Association. Het is het grootste wintersportevenement ter wereld dat gehouden wordt voor 30+-sporters. Het is de tegenhanger van de Youth Olympic Games en mag gezien worden als de Olympische spelen voor Masters.  Er is ook melding bekend van deze wintersportmanifestatie in 'the Olympic World Library' van het IOC aangezien het IOC niet alleen voor pure topsport wil staan. "The IOC believes that being physically active and participating in sport is of the utmost importance for people of all ages and abilities" 

## Geschiedenis

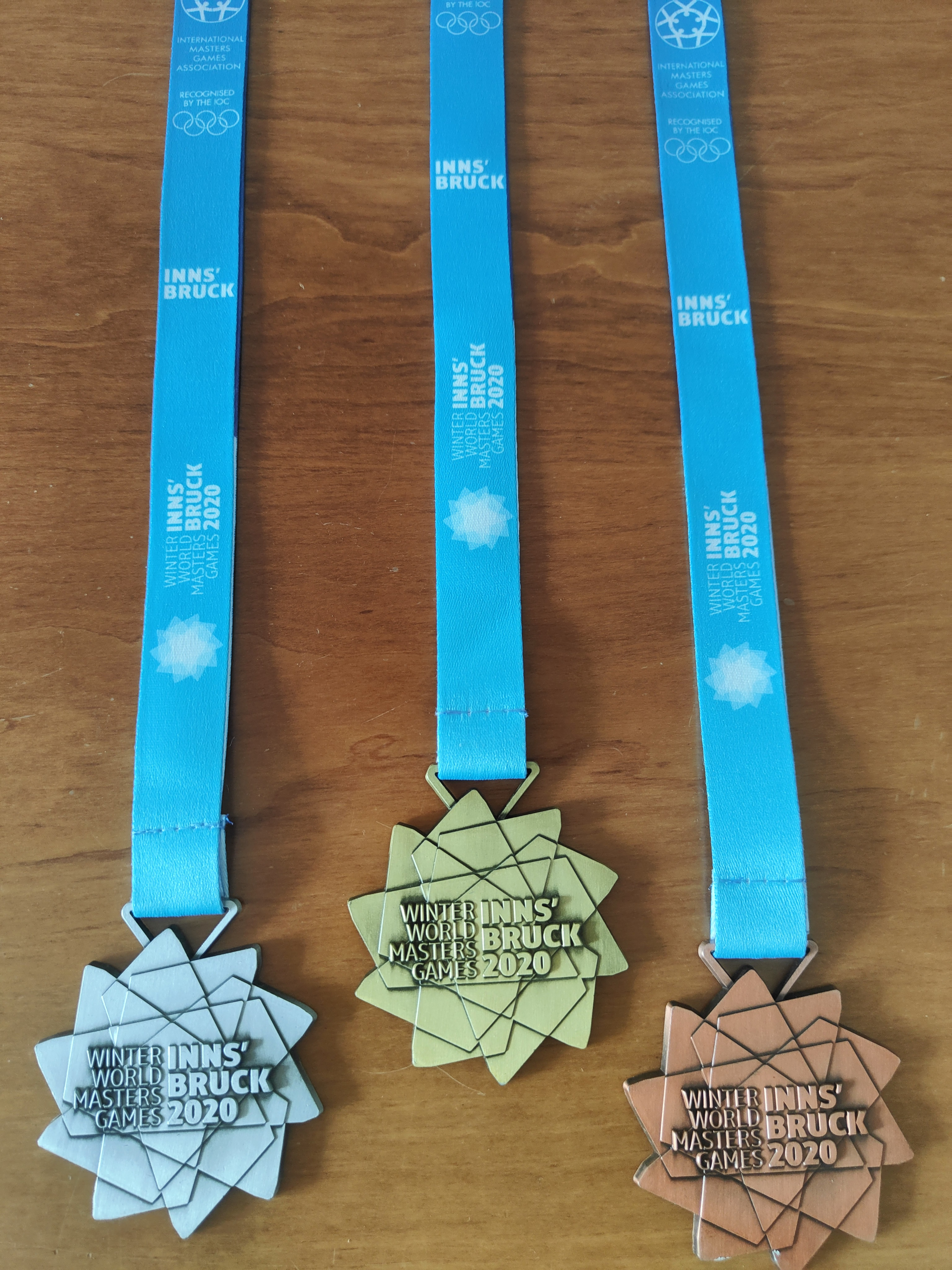
Goud, Zilver, Brons bij de Innsbruck 2020-editie van de WWMG

De eerste editie van de WWMG vond plaats in 2010 in het Sloveense Bled, 25 jaar na de eerste editie van de officieuze Olympische Zomerspelen voor Masters, de zogenaamde World Master Games, die al in 1985 plaatsvonden in Toronto (Canada). Na het Sloveense Bled hebben de Winter World Master Games in 2015, 2020 en in 2024 een editie gekend in Canada, Oostenrijk en Italië. Zowel de Winterspelen als de Zomerspelen worden georganiseerd onder toezicht van de International Master Games Association (IMGA) uit Lausanne (Zwitserland), die middels een aanbestedingsprocedure de Spelen vergeeft aan een gastregio. IMGA is erkend door het Internationaal Olympisch Comité, wat betekent dat het IOC achter de doelstellingen staat van de IMGA toernooien waarvan de Winter World Master games en de World Master Games de basis vormen.
Een leven lang sporten op hoog niveau met als doel de fitste versie van jezelf te kunnen laten zien is waar deze Spelen voor staan. Dat het IOC achter deze games staat via haar support aan IMGA, wordt nog eens bevestigd doordat in de biedingsprocedure voor de Olympische Spelen er gevallen bekend zijn waar het houden van de World Master Games bonuspunten op zou leveren in het bidbook. Sinds 2018 wordt er ook steeds vaker door IMGA gecommuniceerd met IOC en probeert men mee te liften op de infrastructuur van de echte Olympische Spelen. Zo werden in januari 2024 de Spelen in Lombardije (en langebaanschaatsen in Trentino), Italië, gehouden en werd een voorproef van infrastructuur, logistiek en personeel gehouden voor de Winterspelen van 2026 Milano-Cortina. Het ministerie van Toerisme vormde hierbij een spil. De internationale Bonden op hun beurt startten richting hun achterban met promoten van deze spelen. Zo deed FIS (namens skisporten) een bericht uit, maar ook de Nederlandse skifederatie maakte melding vooraf van het toernooi  alsmede de KNSB  om deelname en bekendheid van dit toernooi te verhogen, gezien de afwezigheid van televisie en grote marketingcampagnes. 
Het ritme van deze Winterspelen was eerst iedere 5 jaar maar is in de loop der tijd gelijkgesteld aan de Olympische cyclus van 4 jaar.

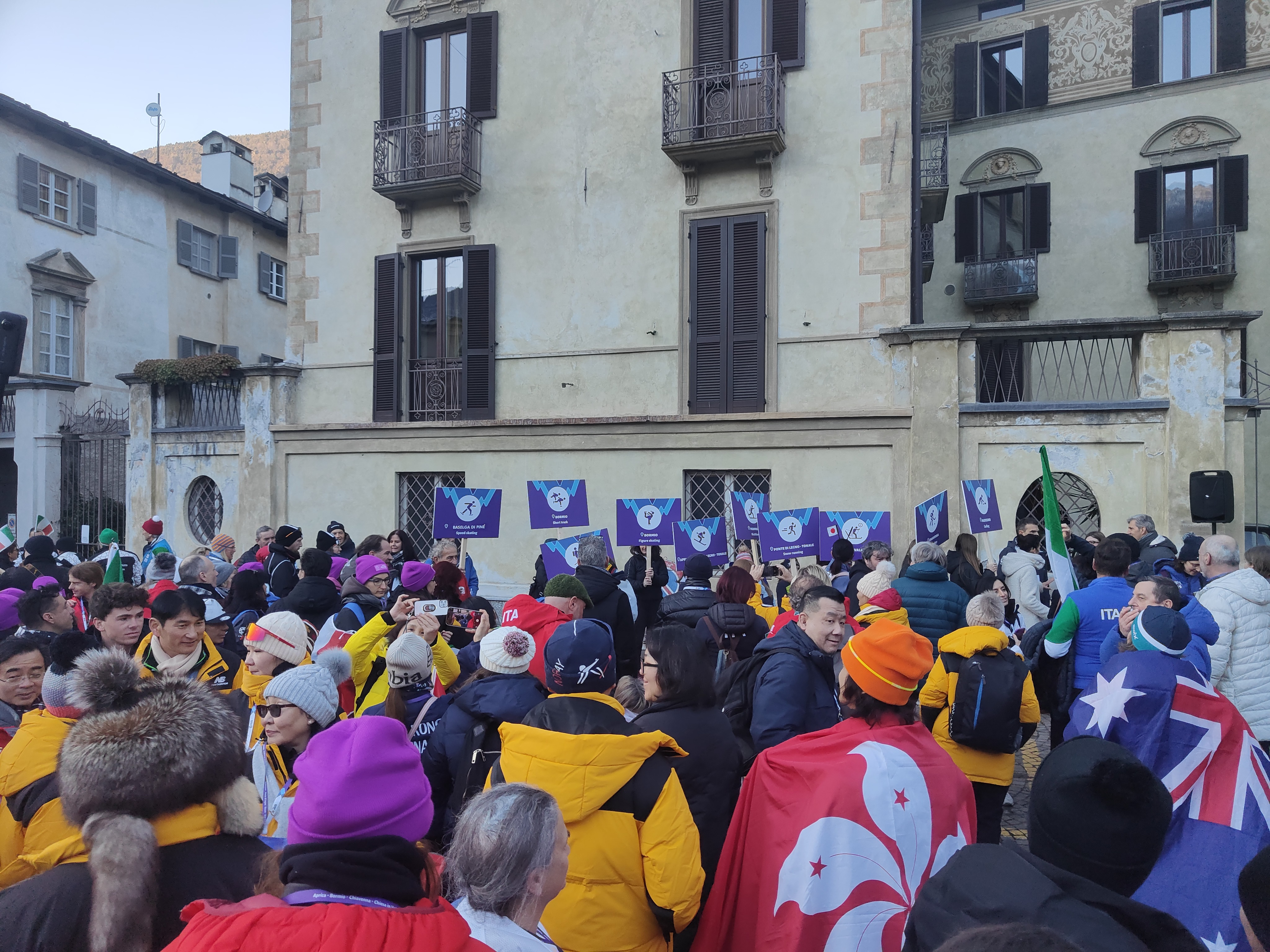
Openingsceremonie te Sondrio (ITA) van de Lombardia Games - editie, [https://wwmglombardia2024.it/ WWMG2024

Centraal bij de Master Games staat broederschap, verbinding en sportiviteit. Alle type sporters voeren tijdens deze toernooien competitie met elkaar, van ex professionals en zelfs Olympisch deelnemers tot de fanatieke recreant die zijn sportleven avontuurlijk wilt houden en reizen als doel heeft, tot de elite sporter die onbetaald het uiterste van zichzelf wil vergen om grenzen te blijven verleggen. Voor meedoen geldt de originele Olympische gedachte vanuit de Griekse oudheid: iedereen mag meedoen . Winnen kan er maar 1 (Per leeftijdscategorie). Betaalde sporters zijn uitgesloten voor deze Spelen tenzij zij kunnen bewijzen al een periode niet meer betaald sporter te zijn. 
Dit heeft ten gevolge gehad dat winnaars van de WWMG vaak in het kaliber gezocht moeten worden van atleten die nooit de stap naar professioneel sporter hebben gezet, maar doelen blijven stellen om het avontuur. o.a. in het eindrapport van de Spelen van 2015 werd duidelijk dat meer dan 70% v/d deelnemers van WWMG een universitair of HBO-diploma heeft, wat mogelijk duidt op een verband tussen de keuzes die deze atleten maakten toen zij konden kiezen voor zuiver (betaald) sporten of sporten in combinatie met educatie. 
Sporters als Arjan Elferink (NED), Michiel Wienese (NED) maar ook ex Olympiërs en WK-gangers als Tomomi Okazaki (JPN) en Mark Ooijevaar (NED) wisten de eer voor hun land hoog te houden bij de tot nu toe gehouden edities door goud te winnen. Mark Ooijevaar wist zelfs ongeslagen te blijven na 2 edities van de WWMG, 4 maal goud in Innsbruck (WWMG 2020) en 4 maal in Baselga di Pine (WWMG2024). Hetzelfde geldt voor Arjan Elferink met 8 maal goud verdeeld over 2 Spelen. De verwachting is dat in de periode 2028 - 2032 vele ex topschaatsers ook mee zullen willen doen, aangezien sportverenigingen vanaf 2024 actiever informeren over dit toernooi. 
Organiseren van deze Spelen blijkt voor de organisator ook financieel aantrekkelijk door aantrekkende werking van citymarketing. Innsbruck (WWMG2020) berekende de extra omzet op bijna 7 miljoen euro .   

## Editie 2020, Innsbruck
In Nederland in 2019 (inschrijving opende in mei 2019) waren de Winter World Master Games nog niet erg bekend. De voorgaande 2015 editie in Quebec kende slechts enkele deelnemers uit Nederland, waaronder Jolanda Voskamp en 3 onbekende schaatsers bij de mannen. Deze verspreidden vervolgens wel het woord en sites als schaatscircuit.nl maar ook de KNSB site schaatsen.nl informeerde fanatieke en avontuurlijke schaatsers over het toernooi, echter grote communicatie vanuit IMGA richting nationale bonden was er niet.  . Ski georiënteerde internationale sites waren er al wel snel bij om te informeren over de ski gerelateerde disciplines.  In totaal deden er op ruim 3200 atleten 55 Nederlandse schaatsers mee en enkele Nederlandse kunstschaatsers. Zuiver op de langebaan pakte Nederland medailles. De skigerelateerde sporten vonden plaats op bekende 'venues' die ook door het pro-circuit bij World Cups gebruikt zijn. Zo was er bijvoorbeeld schansspringen op de beroemde schansen van Seefeld circa 30 minuten vanaf Innsbruck. 
Bij de sluitingsceremonie van WWMG2020 te Innsbruck was eigenlijk de wens van het IMGA om het organiserend comité van 2024 te onthullen, maar de deal bleek nog niet gesloten. De onthulling vond pas later plaats in de zomer van 2020. De Winter World Master Games van 2024 zouden in Lombardije gehouden worden, een opwarmer (logistiek) voor de echte Olympische Spelen van Milano-Cortina 2026. 

## Editie 2024, Lombardia Games
In aanloop naar de WWMG2024 was er veel onzekerheid of het langebaanschaatsen wel op een bergmeer (Lago Palu, 1930m) gehouden kon worden. De Lombardia editie werd namelijk gehouden in Lombardije die geen officiële 400m-baan kent behalve de tijdelijke baan in Milaan. Lago Palu werd gekozen maar onzeker was of het ijs dik genoeg zou zijn en goed genoeg. Eind december 2023 bleek dit niet het geval en de verantwoordelijke manager v.w.b. het schaatsen vanuit de Lombardia organisatie  besloot het schaatsevenement te verplaatsen.   
Ruim 60 Nederlandse schaatsers zijn een week voor start van de Games verhuisd van Sondrio naar Baselga di Pine. Hiermee waren het niet alleen Games in Lombardije, maar ook in Trentino. Er waren veel Nederlandse successen met meer dan 160 leeftijdsmedailles, wat meer dan 60% van alle medailles betekende die in het langebaanschaatsen daar te vergeven waren voor alle categorieën van 30 - 85 jaar (leeftijdsgroepen van 5 jaar).  

## Editie 2028
Voor de editie van 2028 waren er medio 2024 maar liefst 2 kandidaten met een groot wintersport verleden in de race.  Op 26 juni 2024 werd bekend gemaakt door de International Master Games Association dat zowel Lahti (FIN) als Lillehammer (NOR) het tegen elkaar op zullen nemen. Lillehammer  had daarbij als enige van de 2 al Olympische ervaringen namelijk in de organisatie van de Olympische Winterspelen 1994. Voor de Noren waren deze Spelen een succes, zowel organisatorisch als op sportief vlak. Nederlandse schaatsvolgers kennen deze Spelen ook wel als de spelen waar Johann Olav Koss 3 maal goud wist te winnen in Hamar, een stad op 2 uur rijden van Lillehammer. Hamar zal ook voor WWMG2028 kans maken op houden van het schaatsen. 
Lahti (FIN) had ook een trackrecord op het houden van winterspelen, maar niet voor een multidisciplinair toernooi zoals een Youth Olympics, Olympische Spelen of Winter World Master Games waarbij meer dan 10 sporten georganiseerd worden. Lathi had wel veel ervaring met ski gerelateerde disciplines op topniveau.  
De definitieve toewijzing is na presenteren van businesscases waarin ook ervaring op gebied van toerisme, logistiek, duurzaamheid (bestaande sportlocaties) en veiligheid meegenomen werden, bekend gemaakt en eerder dan verwacht, medio juli 2024. De WWMG2028 gaan naar Lahti, Finland. 

## Sporten
| Sport         | Bond | Disciplines (1e keer in)                                                                                                |
| ------------- | ---- | --- |
| Biatlon       | IBU  | Biatlon (2010) |
| Curling       | WCF  | Curling (2015) |
| IJshockey     | IIHF | IJshockey (2010) |
| Rodelen       | FIL  | Rodelen (-) |
| Schaatsen     | ISU  | Kunstschaatsen (2020) Schaatsen (2015) Shorttrack (2015)                                                                |
| Skiën         | FIS  | Alpineskiën (2010) Freestyleskiën (-) Langlaufen (2010) Noordse combinatie (2020) Schansspringen (2010) Snowboarden (-) |
| Ski-alpinisme | ISMF | Ski-alpinisme (2020) |
| Sleesporten   | ISBF | Bobsleeën (-) Skeleton (-)                                                                                              |

## Edities
| Spelen | Jaar | Gaststad / Gastland   | Datum           | Landen | Sporters | Sporters | Sporters | Sporten |
| Spelen | Jaar | Gaststad / Gastland   | Datum           | Landen | Totaal   | M        | V        | Sporten |
| ------ | ---- | --------------------- | --------------- | ------ | -------- | -------- | -------- | ------- |
| I      | 2010 | Bled, Slovenië        | 25 jan- 31 jan  | 43     | 2812     | 1771     | 1041     | 6       |
| II     | 2015 | Quebec, Canada        | 31 jan - 8 feb  | 20     | 1500     | 945      | 555      | 8       |
| III    | 2020 | Innsbruck, Oostenrijk | 10 jan - 19 jan | 55     | 3234     | 2096     | 1138     | 12      |
| IV     | 2024 | Lombardije, Italië    | 11 jan - 21 jan |        |          |          |          | 10      |